# 3331 Arts Chiyoda
3331 Arts Chiyoda（アーツ千代田3331、アーツちよだ3331）は、東京都千代田区外神田にある文化芸術施設（アートセンター）。千代田区文化芸術条例に基づき策定された、千代田区文化芸術プランの重点プロジェクトとして始まった。
2005年に統合により閉校した千代田区立練成中学校の校舎を改修して、2010年3月14日にプレオープン、2010年6月26日にグランドオープンした。運営は、区が公募で選定した運営団体「合同会社コマンドA」が行っており、アーティストの中村政人（東京藝術大学教授）が統括ディレクターを務める。施設名称の3331とは、江戸一本締めの手拍子を数字表記したもの。
かつて教室として使用されていた部屋をギャラリーとして改修。体育館として使用されていたところを多目的スペースとして貸し出すなど活用している。
展示されている作品の中には日比野克彦、藤浩志、鈴木昭男、山縣良和らによるものもある。
老朽化対策の大規模改修のため2023年3月31日で閉館する予定である。

## 施設

### 展示室
年間を通じて様々な企画展が開催される。展示室の一部は二重壁構造を持ち、メディアアート対応型と言える。

### ウッドデッキ
メインエントランスにある幅24m程のウッドデッキは、施設オープン前の改修により誕生した。

## 概要
- 所在地：〒101-0021 東京都千代田区外神田6丁目11-14
- 開館時間：10:00 - 21:00

## ギャラリー

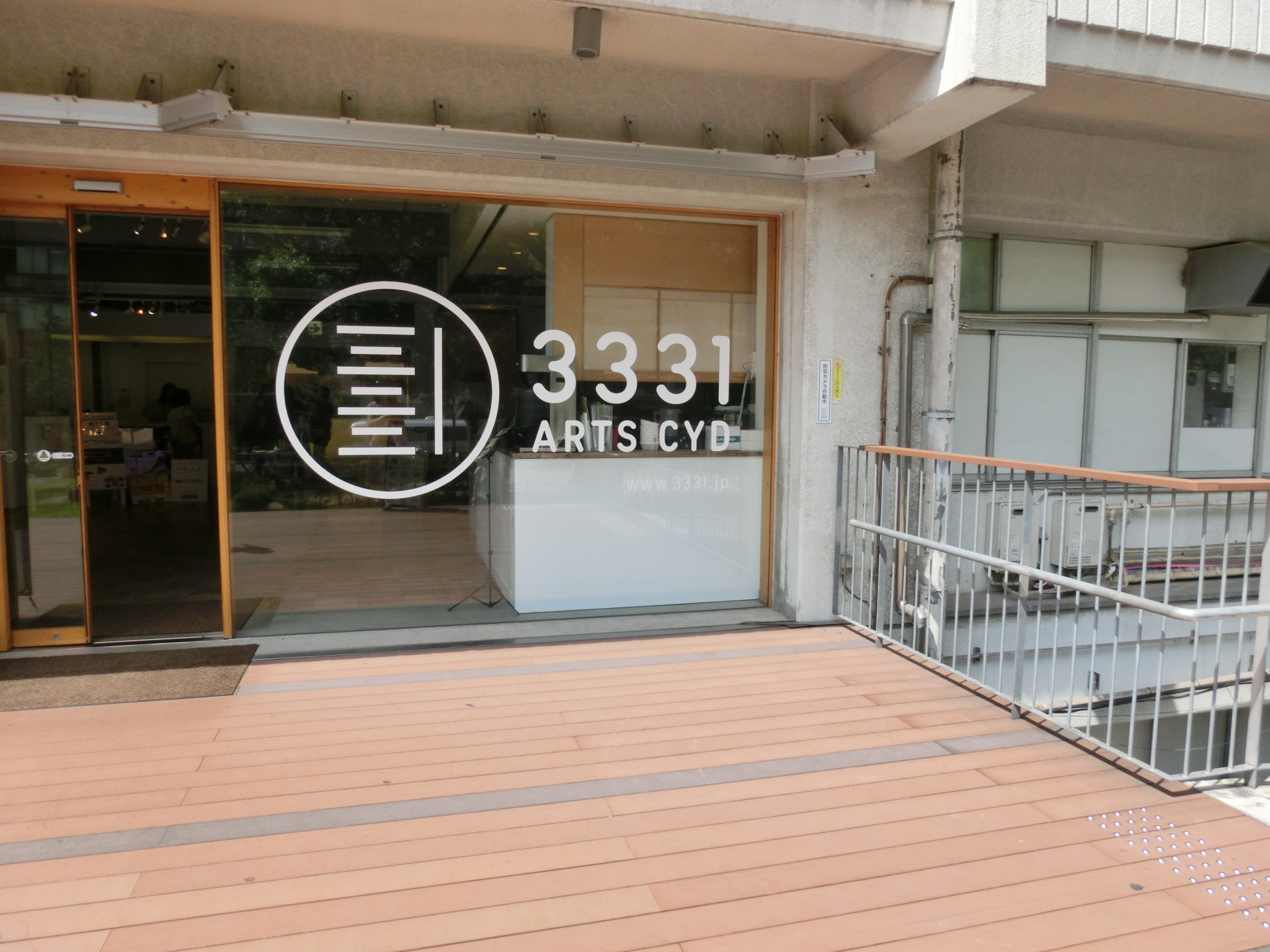
入口（2017年7月）
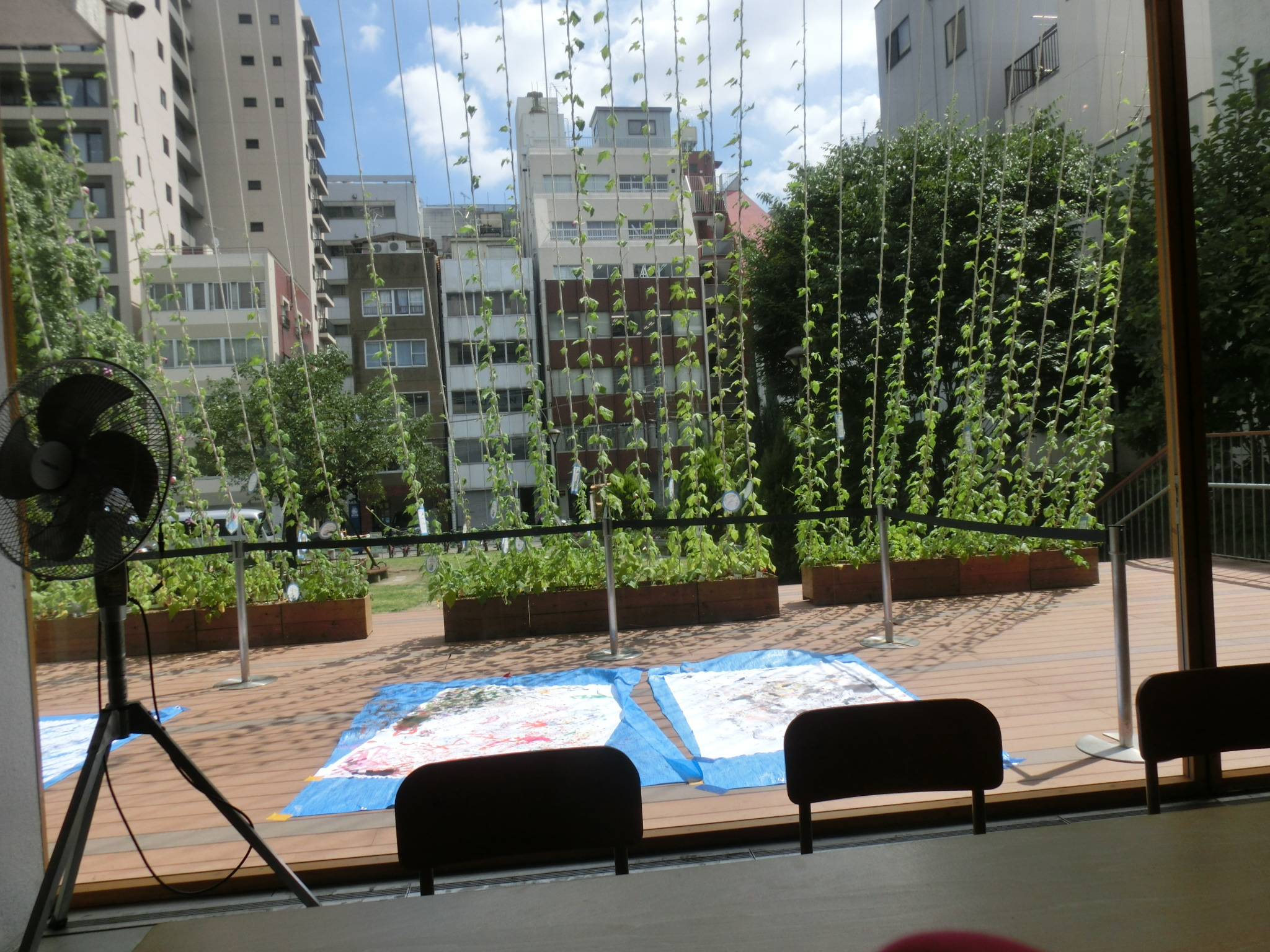
建物内からウッドデッキと庭を望む（2017年7月）
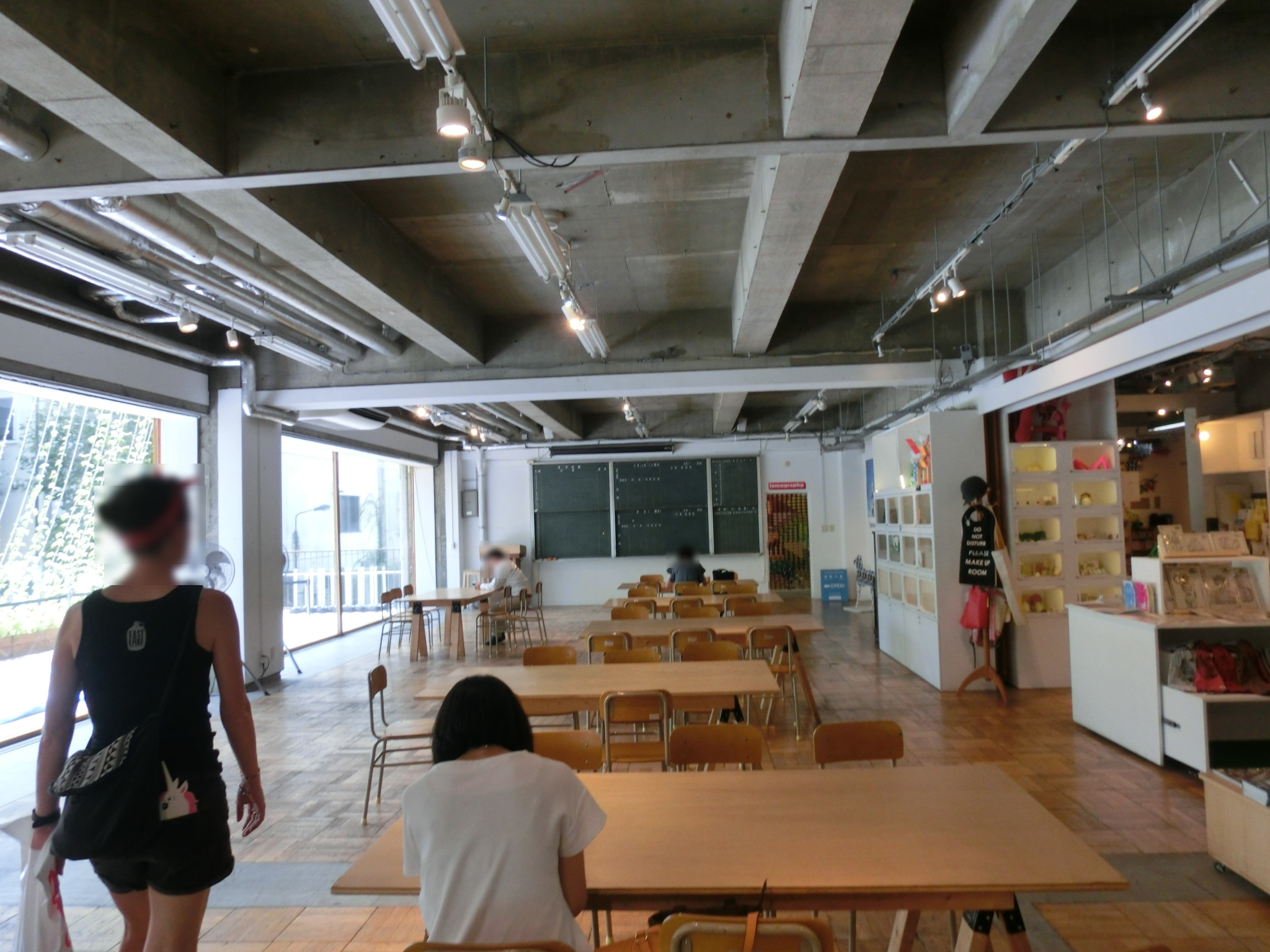
1Fコミュニティースペース（2017年7月）
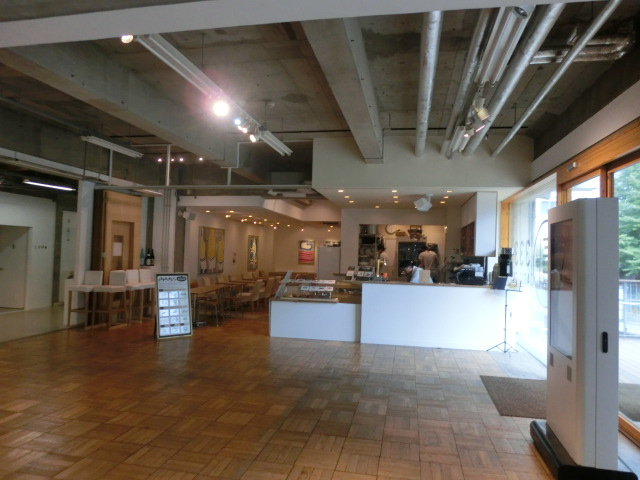
1Fカフェ（2017年7月）
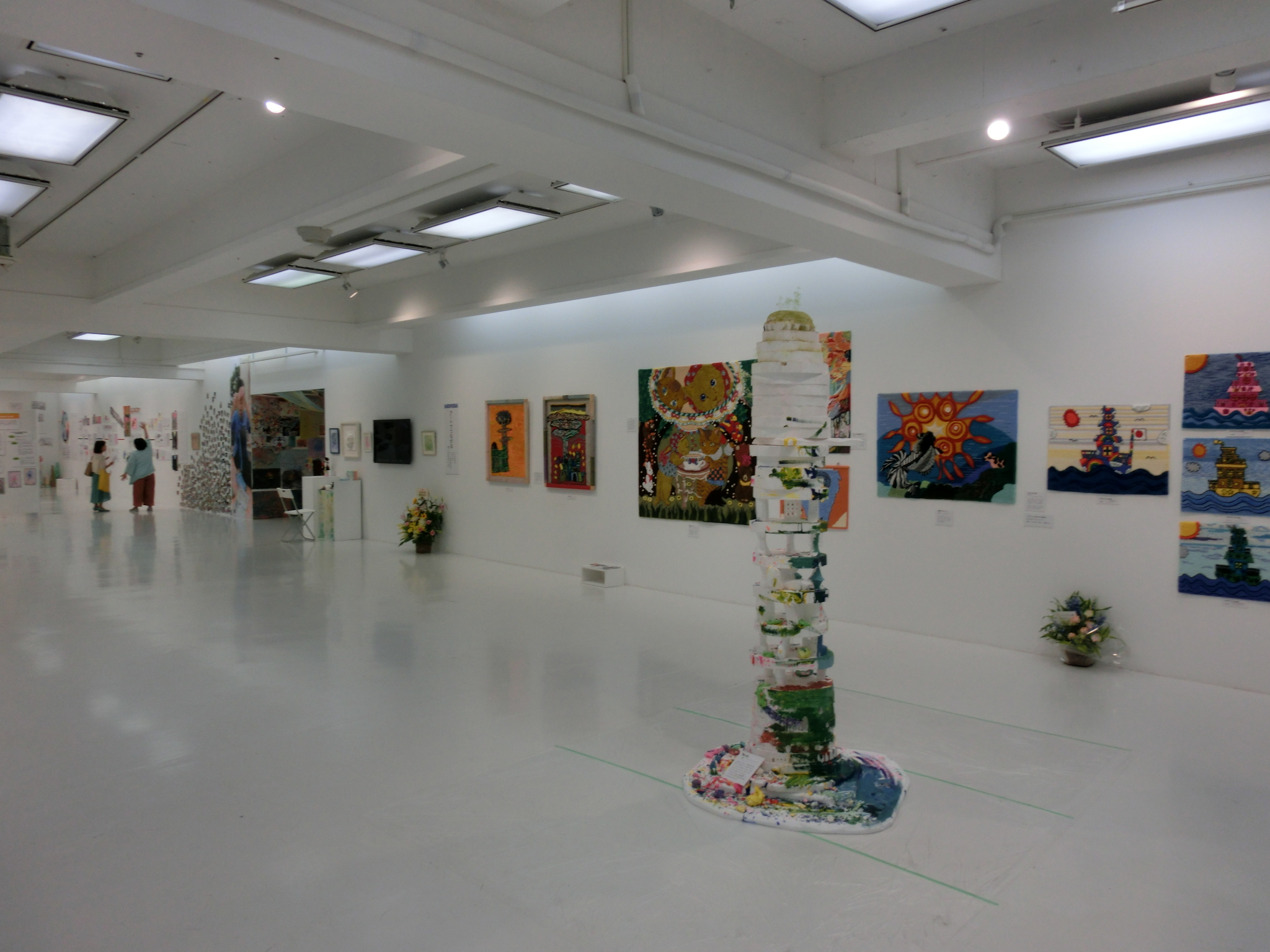
1Fメインギャラリー（2017年7月）
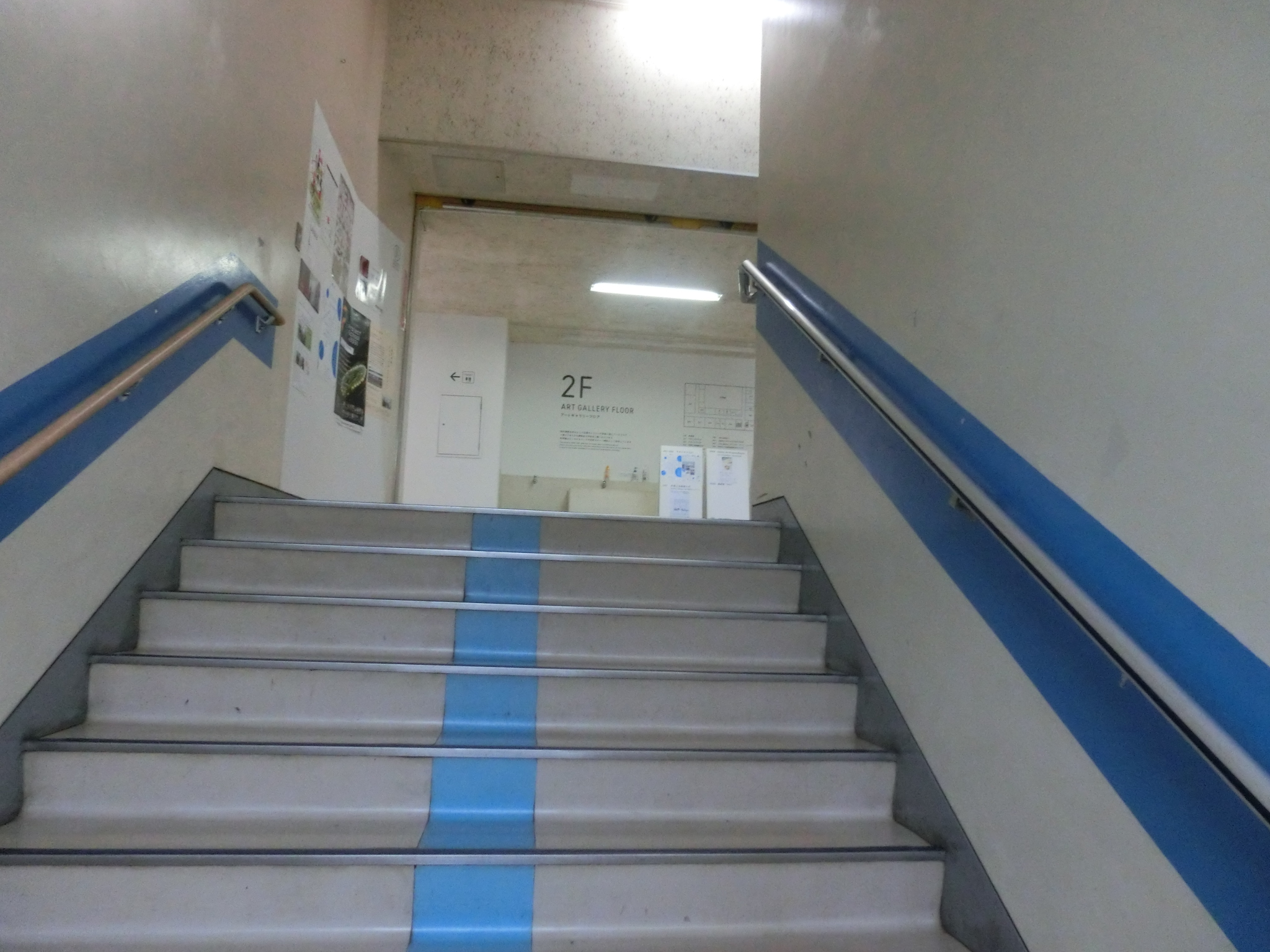
建物内階段（2017年7月）
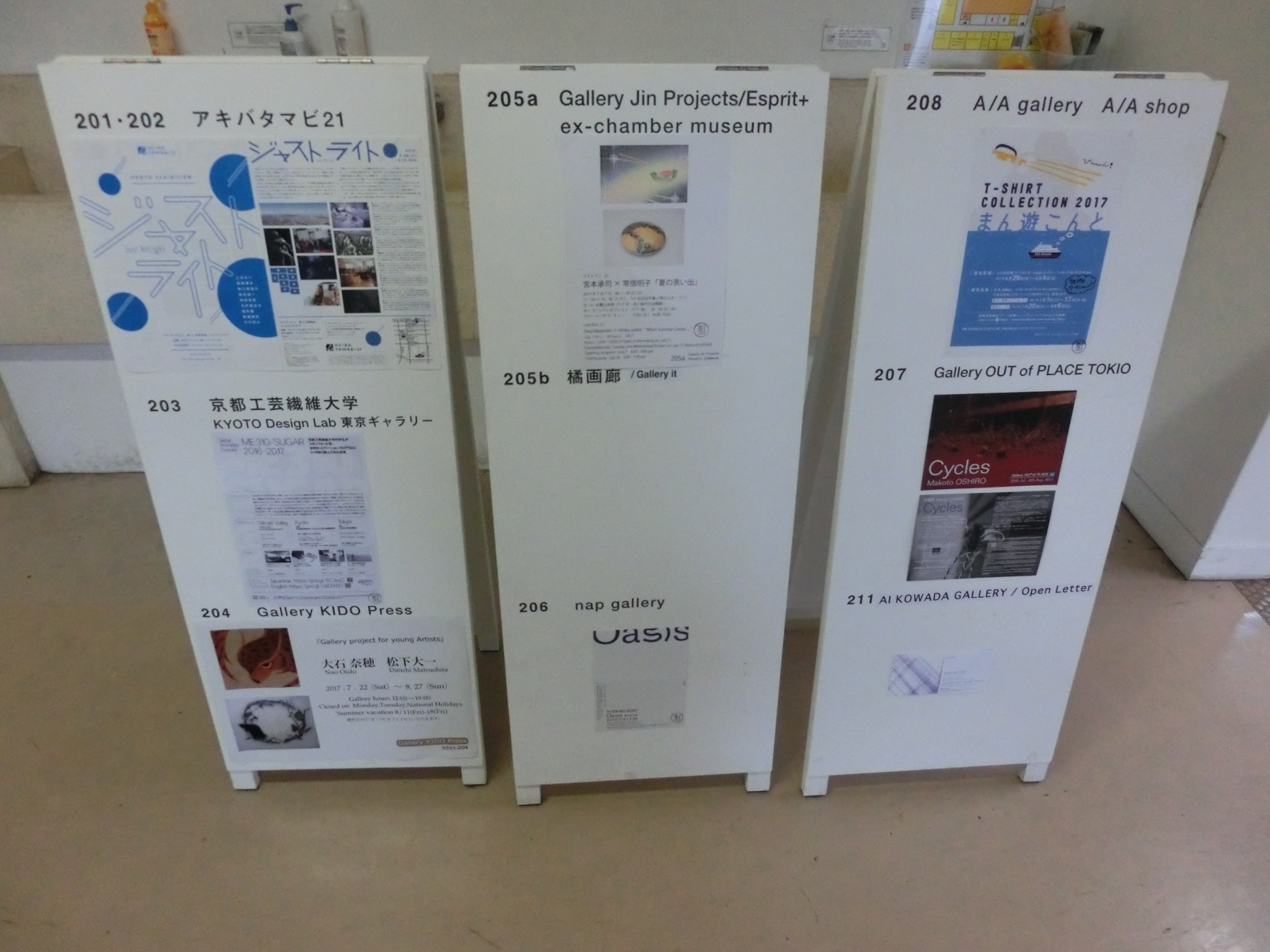
2Fギャラリー案内板（2017年7月）
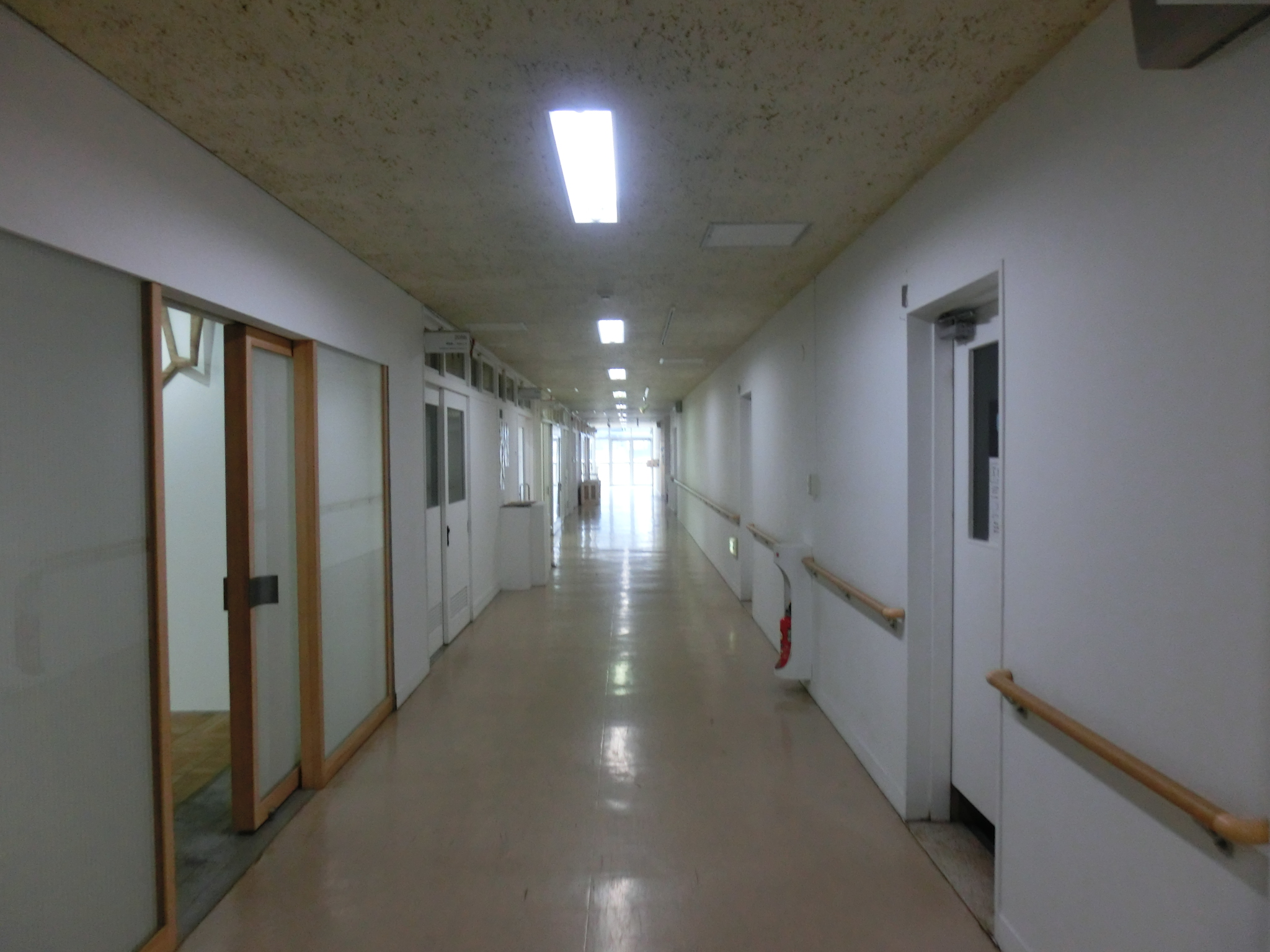
元教室を利用したギャラリー（2017年7月）
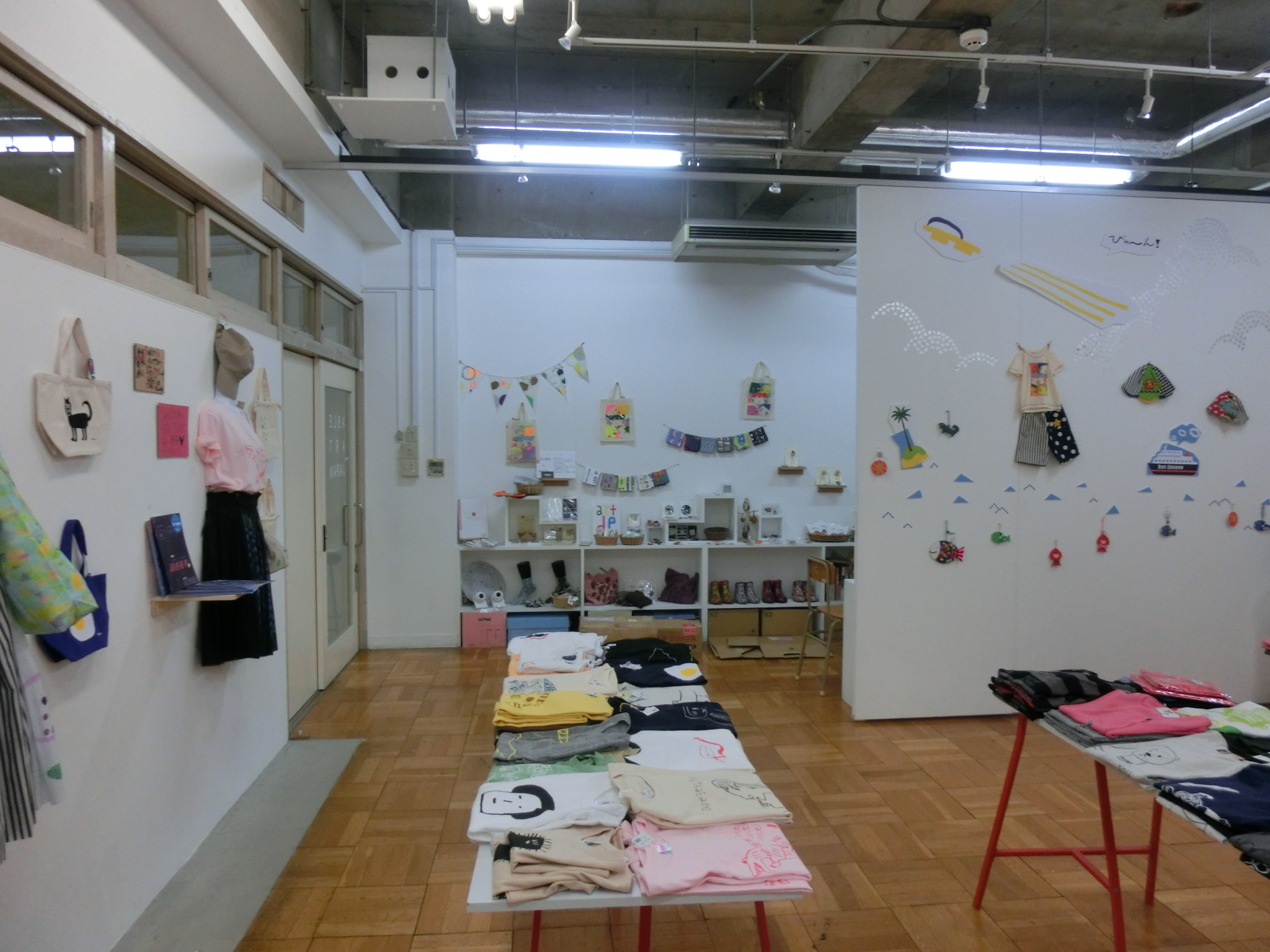
ギャラリー（2017年7月）
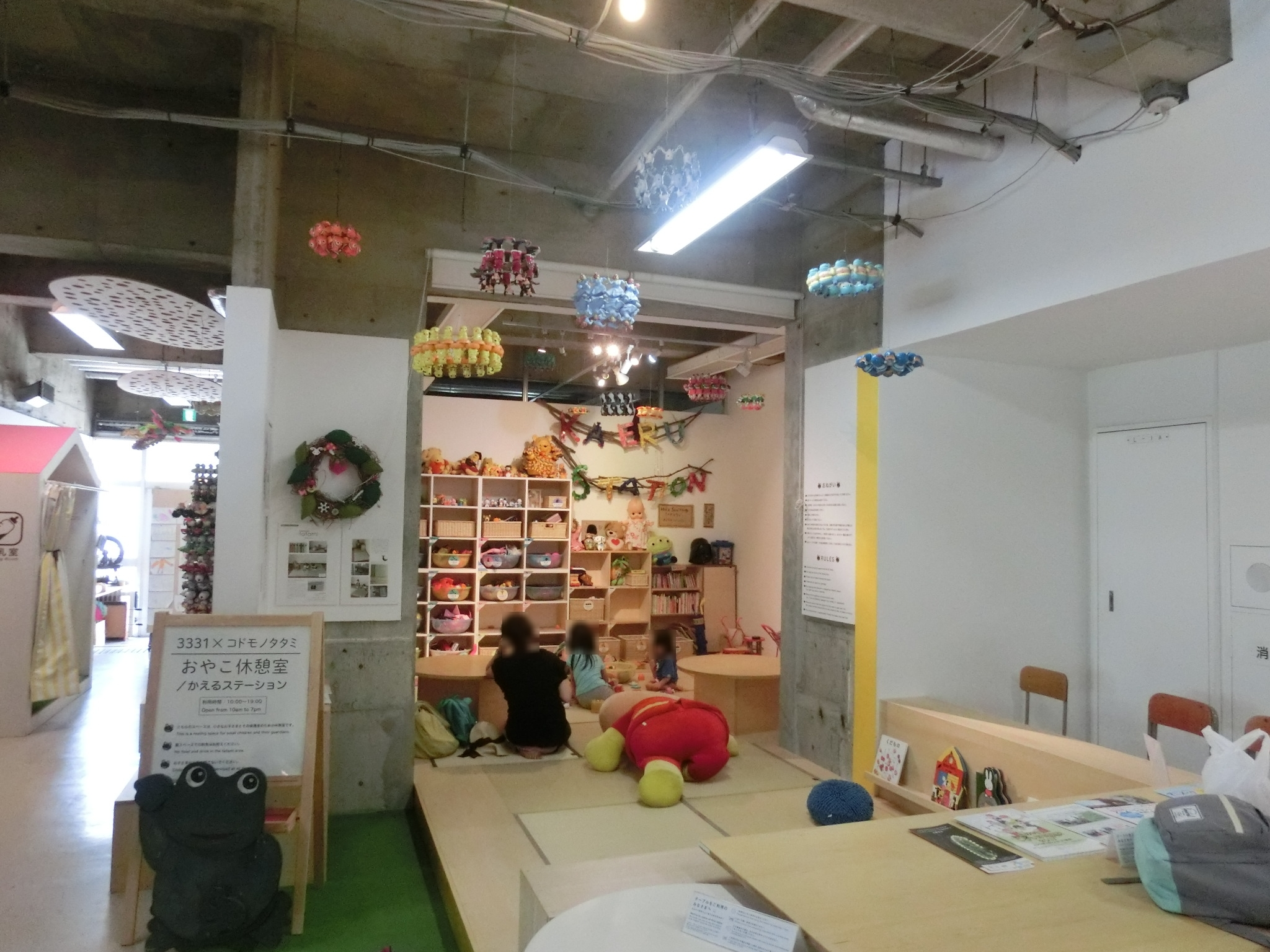
「3331×コドモノタタミ おやこ休憩室」「かえるステーション」（2017年7月）
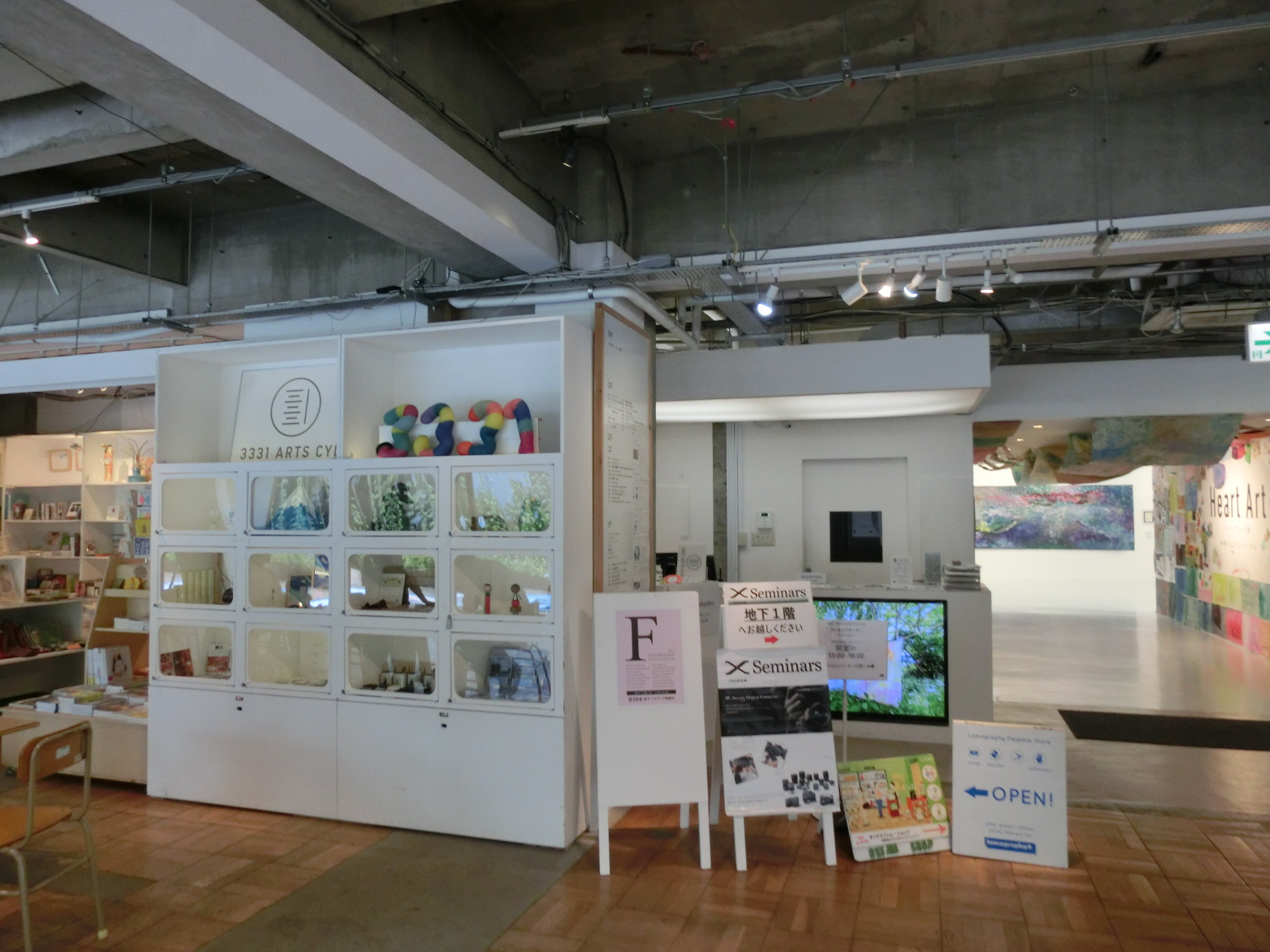
「3331 CUBE shop&gallery」（2017年7月）
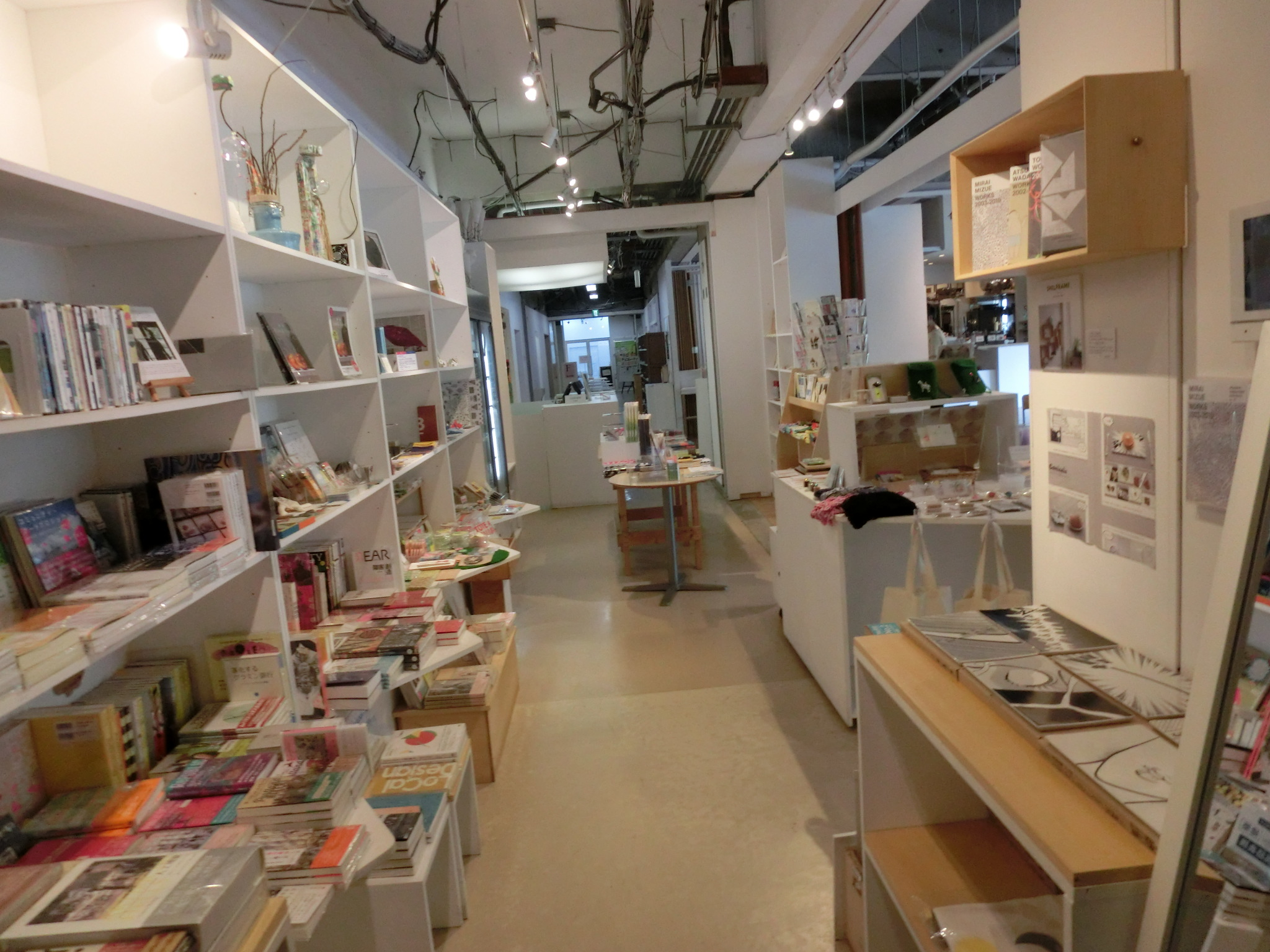
「3331 CUBE shop&gallery」店内（2017年7月）
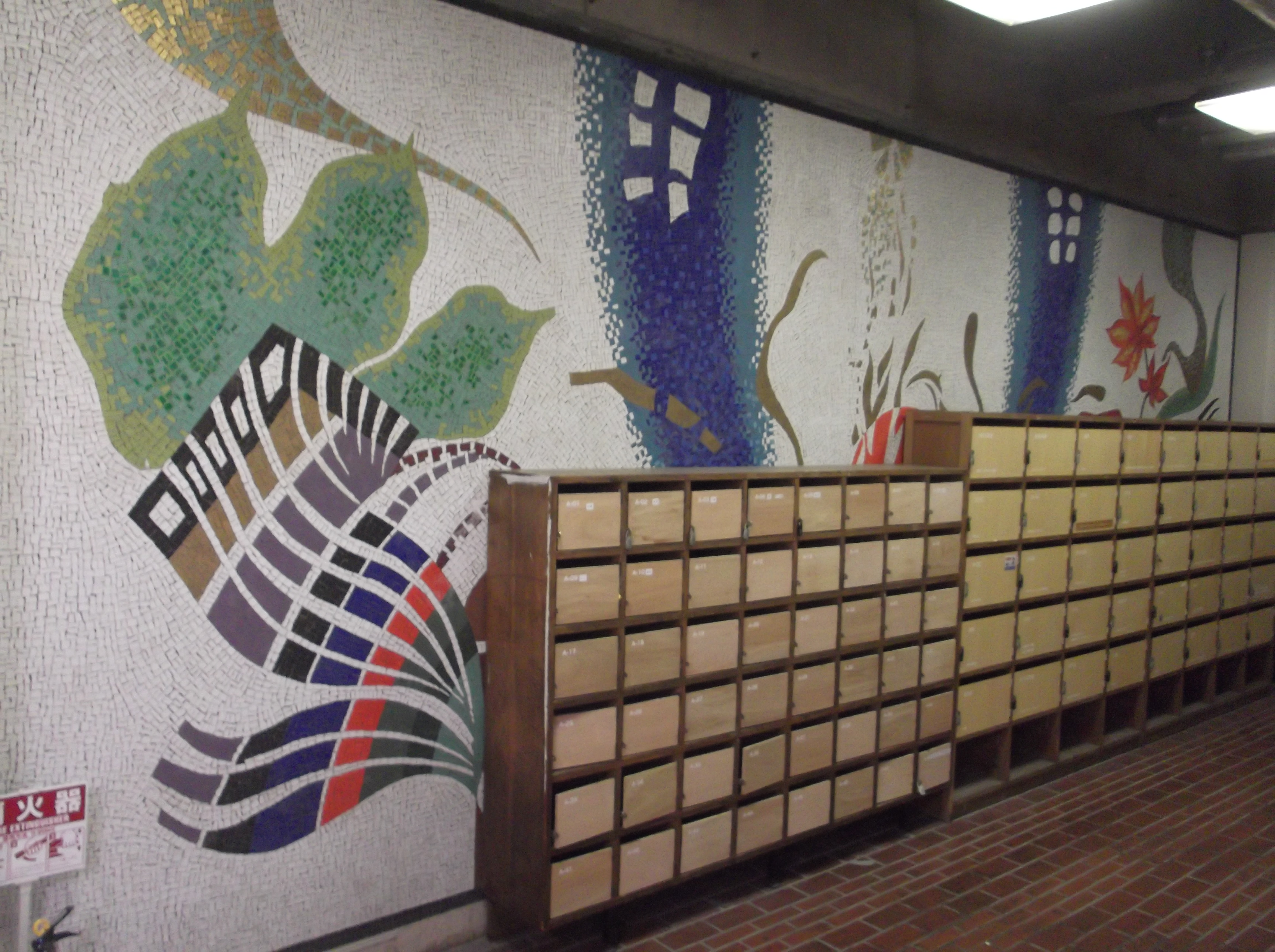
中学校の面影を残す壁画（2011年9月）

## アクセス
鉄道
- 東京メトロ銀座線末広町駅 4番出口より徒歩1分
- 東京メトロ千代田線湯島駅 6番出口より徒歩3分
- 御徒町駅 南口より徒歩7分
- 秋葉原駅 電気街口より徒歩8分

### 公式サイト
- 3331 Arts Chiyoda - 公式サイト
- 3331 Arts Chiyoda (@3331ArtsChiyoda) - X（旧Twitter）
- アーツ千代田 3331 (3331ArtsChiyoda) - Facebook
- 3331 Arts Chiyoda (@3331artschiyoda) - Instagram
- 3331 Arts Chiyoda - YouTubeチャンネル
  - アーツ千代田 3331 紹介映像 (2016) - YouTube

### ミュージアムショップ
- 3331 CUBE shop&gallery
  - 3331 ONLINE STORE
  - ショップで発見！アート＆デザインアイテム／3331 CUBE shop&gallery・3331 ONLINE STORE - YouTube
- 3331 CUBE shop&gallery (@3331CUBE) - X（旧Twitter）
- 3331 CUBE shop&gallery (@3331cube) - Instagram

### その他
- 千代田区ホームページ 
  - ちよだアートスクエア（アーツ千代田3331）（2019/11/1）
  - アーツ千代田3331のご案内（2013/4/25）
  - ちよだアートスクエア構想の提言 （2013/4/25）
  - ちよだアートスクエア（仮称）の設置について（答申） （2013/4/25）
- スポット（アーツ千代田 3331）|【公式】東京都千代田区の観光情報公式サイト / Visit Chiyoda
- アーツ千代田3331 | リライト_D ｜ 株式会社リライト建築・不動産事業部 - 建物の改修を担当した建築設計事務所